# Camponotus scabrinodis
Camponotus scabrinodis é uma espécie de inseto do gênero Camponotus, pertencente à família Formicidae.